# Somone
Somone, souvent appelé La Somone, du nom d'un petit fleuve local, est une commune du Sénégal, située sur la Petite-Côte, à 77 km au sud de Dakar. Elle dispose d'une infrastructure touristique en tant que station balnéaire.

## Administration
Somone faisait partie de la Communauté rurale de Sindia, rattachée au département de Mbour dans la région de Thiès. En juillet 2008, la localité a été séparée de la communauté rurale de Sindia et s'est vu accorder le statut de commune urbaine par décret.
La lagune est incluse dans le périmètre communal.

## Géographie
Les localités les plus proches sont  Guéréo, Ngaparou, Saly, Nguerigne et Nguékhokh d'où sort la bretelle autoroutière menant vers cette localité.
La Somone a la particularité d'être dans un "cul-de-sac" routier. Elle se trouve au bout de l’ancienne nationale 1 qui se termine à la Lagune. On ne peut aller plus loin, il faut faire demi-tour.
Elle était assez isolée avant la construction de l'autoroute. Maintenant, on trouve une bretelle d'autoroute à 10 km qui permet d'aller rapidement à Dakar ou à Thiès.

### Population
Selon le PEPAM (Programme d'assainissement du Millénaire), Somone compte 3 702 personnes et 422 ménages.

### Activités économiques
Le village de Somone est une petite station balnéaire qui vit du tourisme, mais de nombreux résidents occidentaux y ont aussi acheté des biens immobiliers.
L'ouverture du nouvel aéroport international Blaise-Diagne, à environ une demi-heure en voiture de Somone, au nord, a relancé l'intérêt pour cette petite ville côtière.
Le football est le sport principal avec un stade rénové en 2019 comprenant maintenant des gradins pour les spectateurs.
Il y a aussi un terrain de basket-ball très utilisé par les jeunes.
Sur la plage (pas de club fixe), les adeptes pratiquent de la lutte sénégalaise.
La ville compte aussi un club de judo 'Baobab-Somone".
En 2018, deux décrets prévoyaient de déclasser une réserve d’oiseaux très connue des Sénégalais, mais aussi des touristes et amateurs de nature, au profit du groupe hôtelier Decameron (ex hôtel Baobab). Celui-ci souhaitait agrandir la superficie actuelle de la lagune (coté Somone) du côté de la lagune de Guéréo pour y construire des immeubles et des maisons de luxe. Pour ce faire, l’État du Sénégal voulait exproprier certains propriétaires terriens, agriculteurs et restaurateurs de Guereo. Les populations locales s'y étaient farouchement opposées. Les décrets n'ont finalement toujours pas été publiés, en janvier 2021. Un autre décret présidentiel, daté du 27 mai 2020, classe la réserve en tant qu'aire marine protégée.
La lagune accueille une activité ostréicole.

### La lagune

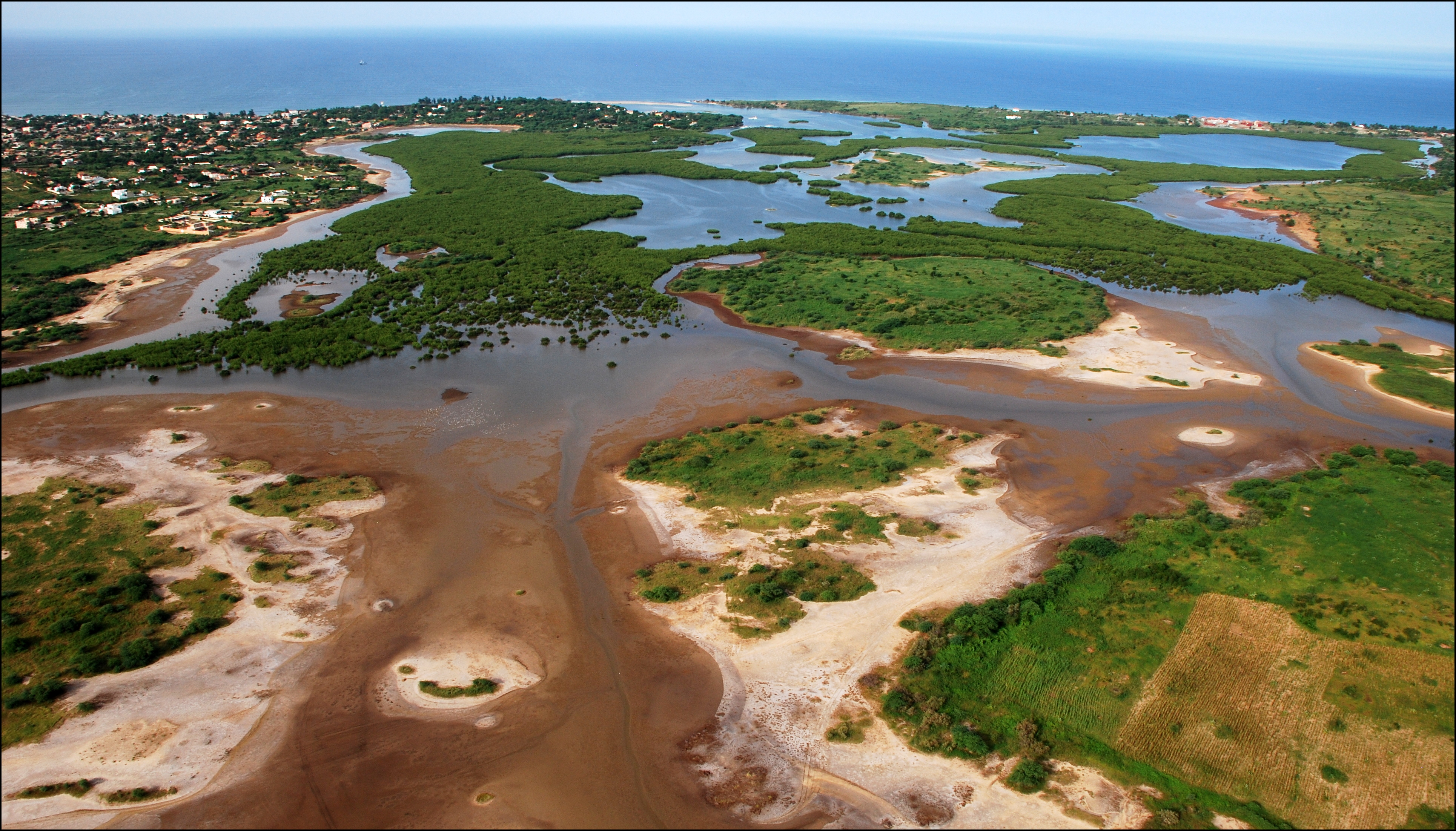
Lagune de la Somone vue du ciel

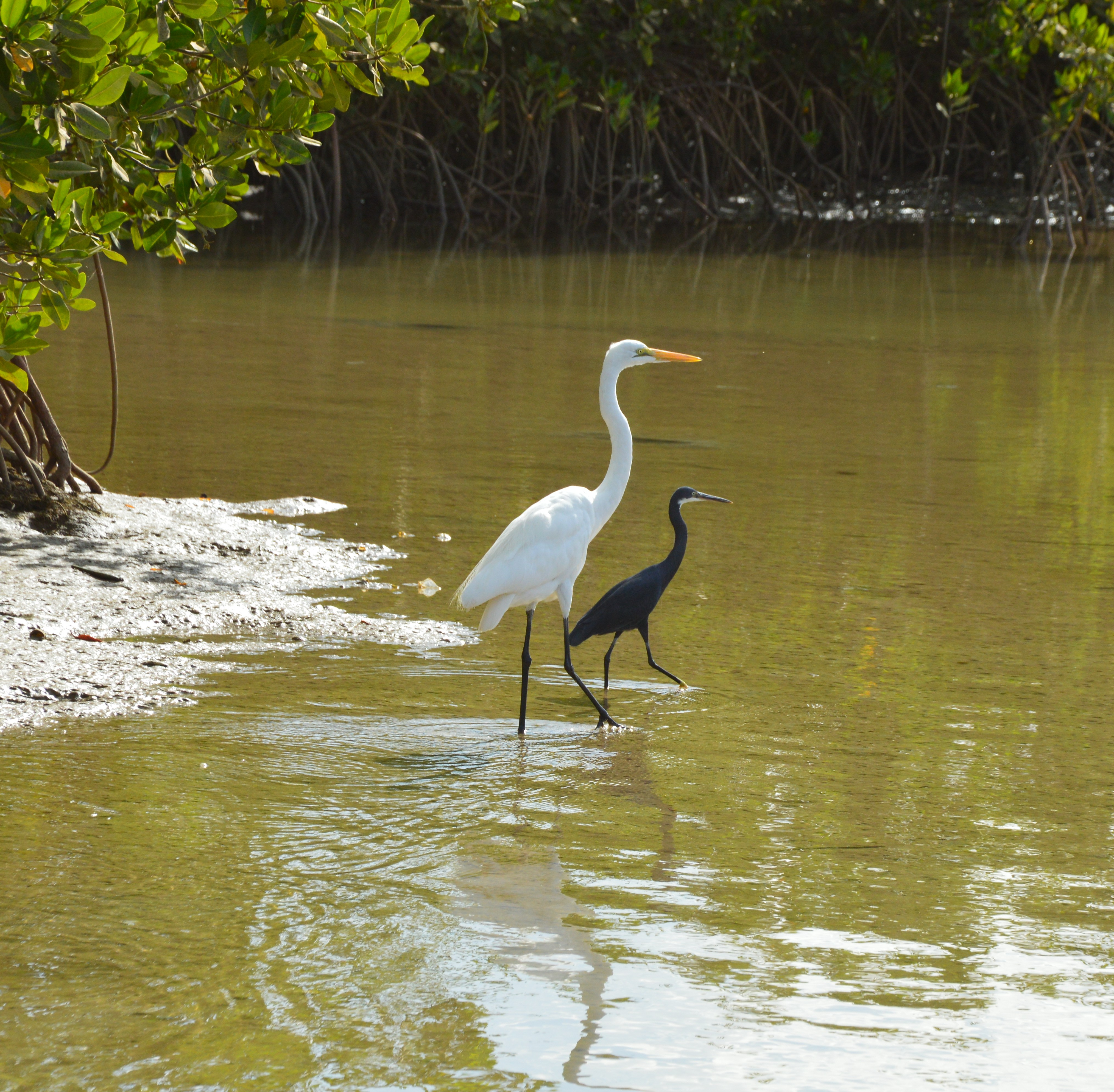
Deux aigrettes Réserve naturelle d'intérêt communautaire de la Somone

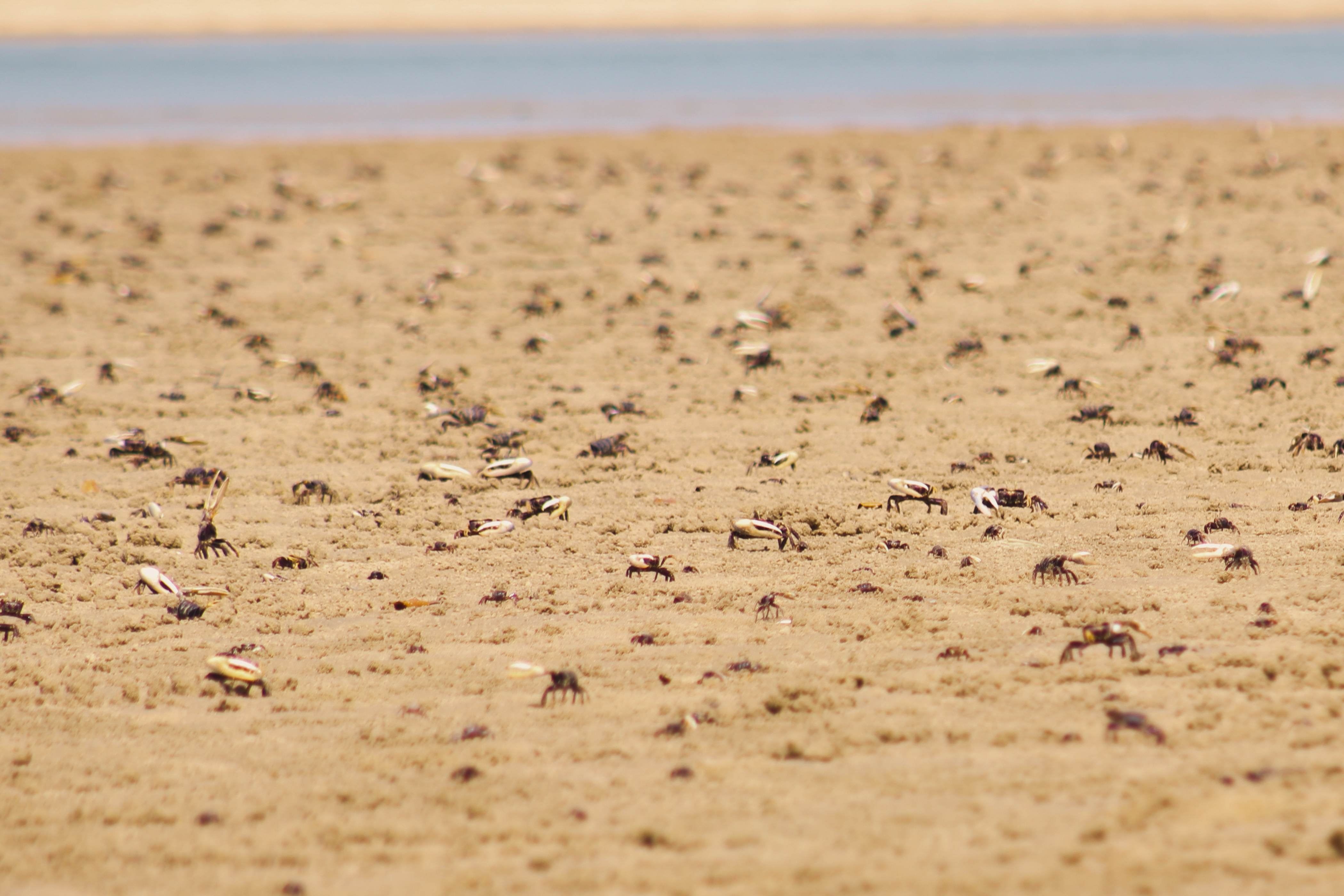
Île de crabe

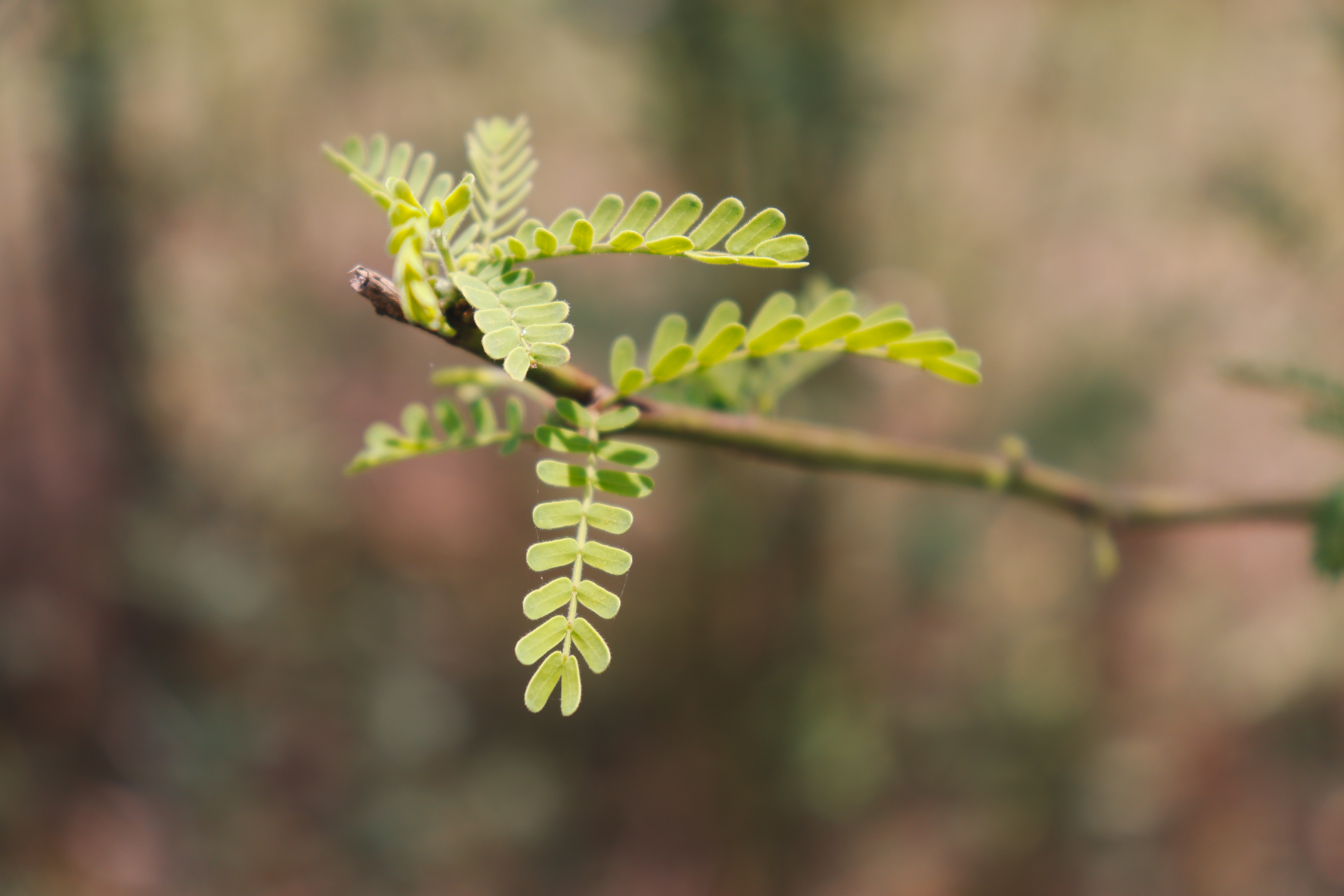
Petit arbre a Somone

Image

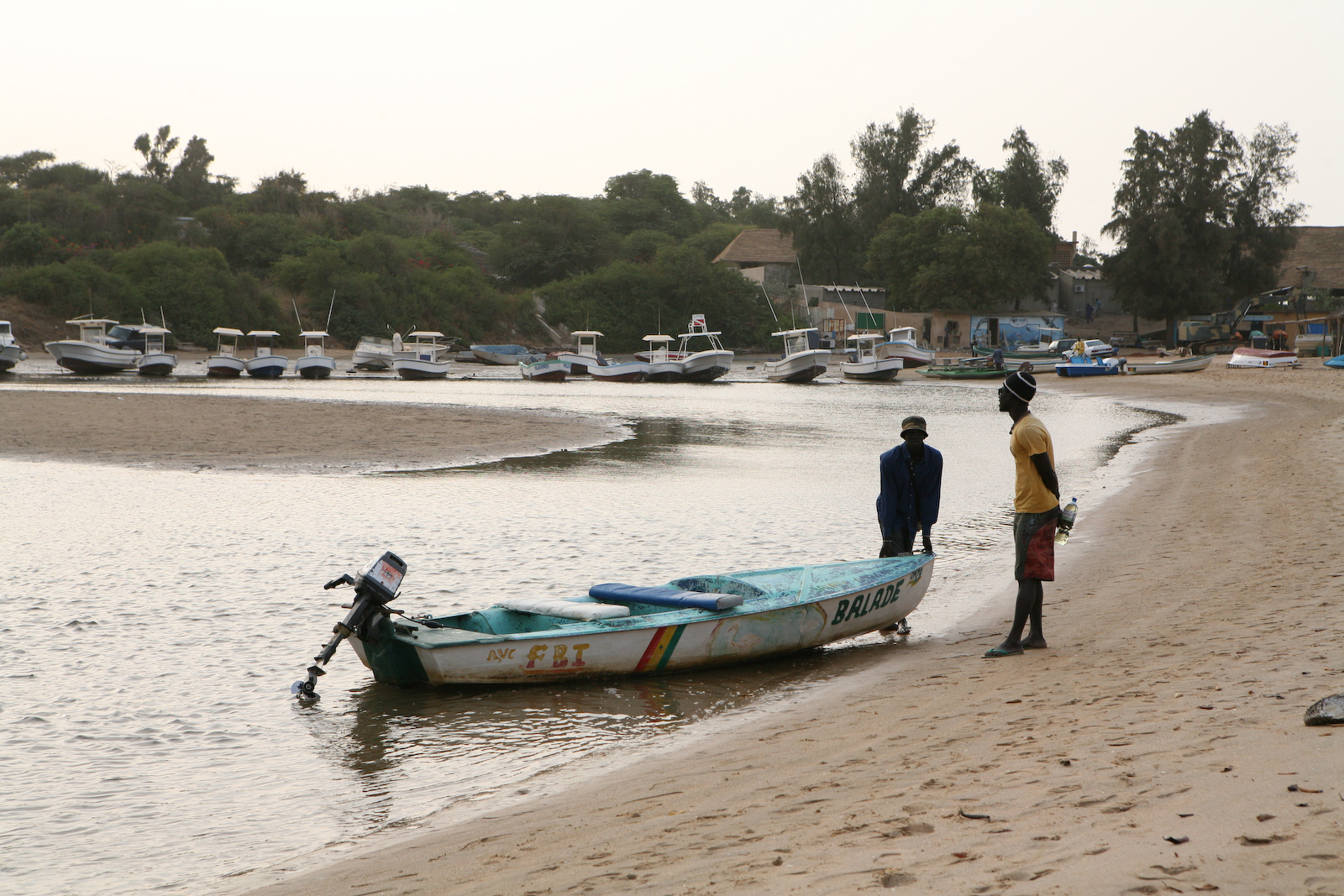
Lagune de la Somone
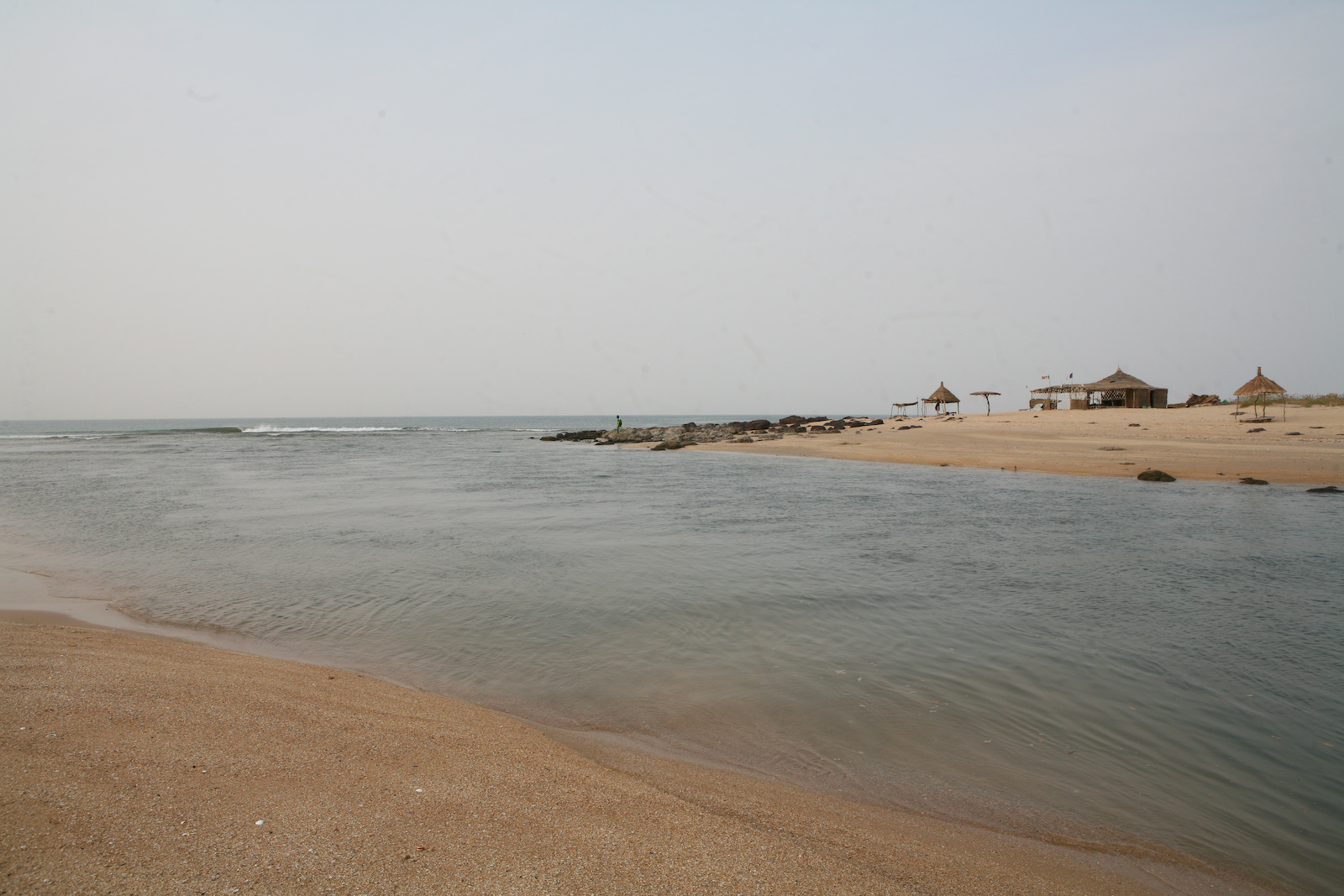
Lagune de la Somone
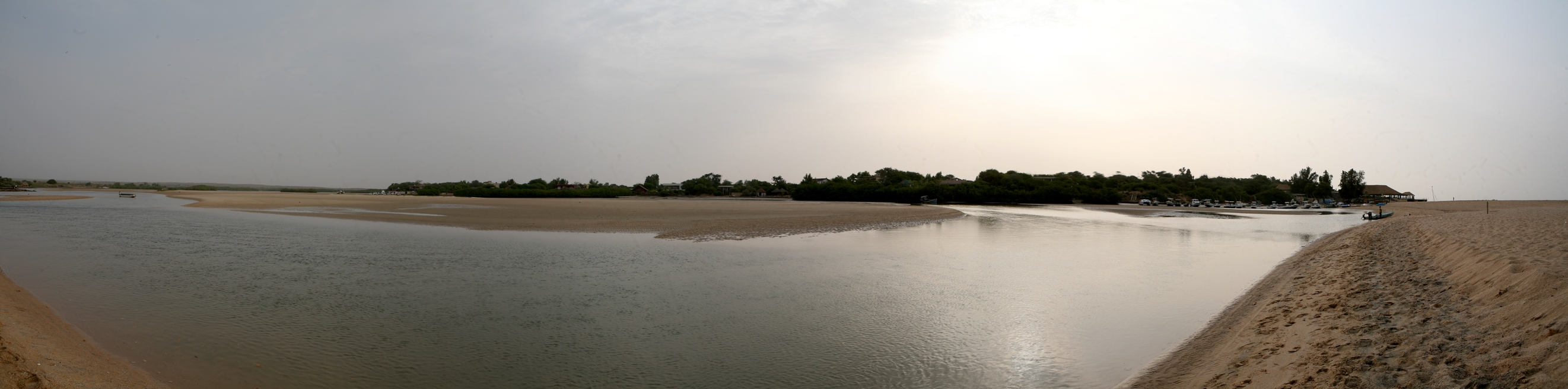
Lagune de la Somone
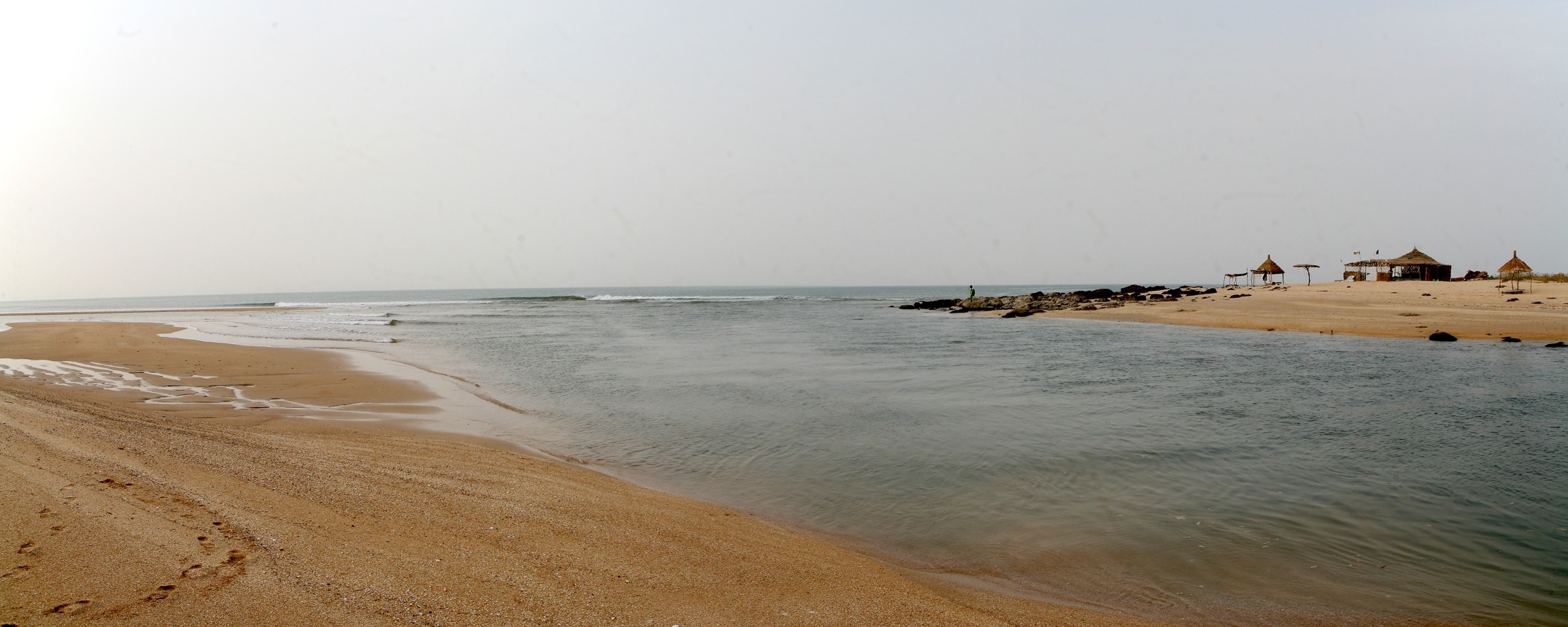
Embouchure de la Somone

La lagune est protégée par une réserve naturelle d'intérêt communautaire crée en 1999. Cette aire protégée s'étend sur environ 700 ha.

## Jumelages et partenariats
Jumelage protocolaire :
- Cherbourg-Octeville (France)